# 천사의 유혹
《천사의 유혹》은 2009년 10월 12일부터 2009년 12월 22일까지 방영된 SBS 월화드라마로, 2009년 5월 1일에 종영한 《아내의 유혹》의 속편 개념으로 하여 이야기다.
이 드라마는 《드림》 후속작으로 방송 시간이 밤 9시 55분에서 1시간 앞당겨 밤 8시 50분으로 편성이 바뀌었다.

## 줄거리
한 여자가 선대의 원수를 갚기 위해 원수 집안의 남자를 유혹해 결혼을 한 후 집안을 파탄내고, 이 사실을 전혀 모른 채 결혼한 남자가 뒤늦게 여자에 대해 복수를 계획한다는 내용이다.

## 등장 인물

### 주요 인물
- 이소연 : 주아란 역 (아역 김유정)

가구 디자이너. 아버지의 의문사로 가정이 풍비박산나자 부모의 원한을 갚아주기 위해 부모를 죽게 만든 집안의 며느리로 들어간다. 고아로 밑바닥 인생을 살다 치밀한 계획을 세워 신현우의 아내가 된다.
- 한상진 → 배수빈 : 신현우 / 안재성 역

소울 디자인팀장이자 오너의 아들. 성품이 온화하고 다정다감하다. 집안의 반대를 무릅쓰고 아란과 결혼하나, 아란의 배신에 식물인간까지 되고 화재 사고로 인해 죽을 고비를 넘어서게 된다. 자신의 집안을 파탄내고 자신을 죽음으로 몰아넣으려 했던 아란에게 복수하기 위해 전신 성형을 감행한다. 신분마저 바꾸고 완전히 다른 사람으로 아란에게 접근하여 유혹하고 파멸시킨다.
- 진태현 : 남주승 역

주아란의 정부이자 신 회장의 주치의. 말수가 적고 눈빛이 강하다. 자신의 출생의 비밀을 알아내기 위해 술집 종업원으로 일하던 아란과 손을 잡고 아란을 진심으로 사랑하게 된다.
- 홍수현 : 윤재희 / 주경란 역 (아역 박하영)

신현우의 연인이자 간호사. 두 살 때 보육원에 맡겨져서 경희의 후원을 받으며 성장했고, 현우가 사고를 당하자 현우를 보살펴주다 사랑에 빠진다.

### 주아란의 주변 인물
- 정규수 : 주철남 역

아란의 작은아버지. 심성은 나쁘지 않으나 무능력하고 대책없이 허풍쟁이다. 아내의 극성에 밀려 언제나 사고를 친다.
- 이미영 : 전미옥 역

아란의 작은어머니. 돈 욕심이 많고 탐욕적이다. 고아가 된 아란을 식모처럼 부리며 못살게 굴다가 아란의 과거를 미끼로 한 밑천 뜯어내려 한다.
- 강유미 : 김연재 역

현우의 가구대리점 직원이자 아란의 고등학교 동창. 배운 것도 없고, 돈도 없고, 예쁘지도 않지만 바라만 보고 있어도 저절로 웃음이 지어지는 여자.

### 신현우의 주변 인물
- 한진희 : 신우섭 역

국내 가구업체 1위인 소울 CEO이자 현우의 아버지. 기업가 마인드를 가진 사업가. 괴팍하고 불같은 성질로 평생 아내를 괴롭힌다.
- 차화연 : 조경희 역

현우의 어머니. 교양있고 다정다감한 성격의 소유자이지만 남편이 상상하지 못하는 비밀을 품고 있다. 주승의 친모로 자신의 잘못으로 인해 많은 이들이 고통받자 스스로 목숨을 끊는다.
- 진예솔 : 신현지 역

현우의 동생. 전형적인 부잣집 딸의 모습을 가졌다. 명품을 좋아하고 솔직하며 모든 일에 거침없는 성격을 가진 인물.
- 김동건 : 신현민 역

현우의 동생. 가구대리점 사장으로 남부럽지 않은 럭셔리한 삶을 살고 있지만 사랑에 대해서는 맹물에 가까울 정도로 순애보의 소유자.
- 최지나 : 정상아 역

상모의 누나이자 미모의 재미교포 재력가. 상모가 아란 때문에 자살하자 복수를 위해 미국에서 귀국, 재성이 죽은 동생 상모와 동병상련의 처지였다는 것을 알고 재성의 복수를 돕는다.

### 남주승의 주변 인물
- 이성 : 남 비서 역

남주승의 아버지, 소울가구 신 회장의 비서이자 오른팔. 신우섭이 상상도 하지 못하는 엄청난 비밀을 품은 채 세상을 떠난다.

### 그 외 인물
- 이용이 : 보육원 원장 역 - 재희의 보육원
- 성창훈 : 강 비서 역 - 신우섭의 비서
- 김성오
- 허준석
- 이수진 : 소울 가구의 직원

### 특별출연
- 이효정 : 황성우(2회)/황영우(12회)/황승하(13회) 회장 역 - 명성전자 회장, 아란의 스폰서 (1-2, 12-13회)
- 최용민 : 세미전자 정 회장 역 (1-2회)
- 이종혁 : 정상모 역 - 소울 디자이너. 아란을 짝사랑하여 자신의 디자인을 제공함. 아란에게 철저히 이용당한 끝에 자살함. (2, 7회)
- 손현주 : 연재가 아르바이트생으로 일하는 찜질방 손님 역 (10회)
- 안내상 : 주아란이 낸 교통사고를 수사하는 형사 역 (15-16회, 18회)
- 오대규 : 안재성을 돕는 남자 역 (16회)
- 오영실 : 양평별장 이웃 주민 역 (17회)
- 최준용 : 양평별장 이웃 주민 역 (17회)
- 정지순 : 선생님 역 (17회)
- 송민형 : 아르바이트 아버지 역 (17회)
- 김정하 : 어머니 역 (17회)
- 이재황 : 실제 안재성 역 (20회)
- 박철민 : 형사 역 (20회)

## 시청률
아래의 파란색 숫자는 '최저 시청률'이고, 빨간색 숫자는 '최고 시청률'입니다. 시청률조사회사와 지역별로 시청률에 차이가 있을 수 있습니다. 
| 2009년      | 2009년      | 2009년         | 2009년       | 2009년         | 2009년       |
| 회차        | 방송일      | TNmS 시청률    | TNmS 시청률  | AGB 시청률     | AGB 시청률   |
| 회차        | 방송일      | 대한민국(전국) | 서울(수도권) | 대한민국(전국) | 서울(수도권) |
| ----------- | ----------- | -------------- | ------------ | -------------- | ------------ |
| 제1회       | 10월 12일   | 10.3%          | 10.9%        | 10.0%          | 10.2%        |
| 제2회       | 10월 13일   | 11.0%          | 11.5%        | 10.6%          | 10.7%        |
| 제3회       | 10월 19일   | 11.3%          | 11.6%        | 11.5%          | 10.9%        |
| 제4회       | 10월 26일   | 12.1%          | 12.7%        | 11.2%          | 10.9%        |
| 제5회       | 10월 27일   | 13.9%          | 14.2%        | 12.8%          | 12.8%        |
| 제6회       | 11월 2일    | 15.9%          | 16.5%        | 14.8%          | 14.4%        |
| 제7회       | 11월 3일    | 16.6%          | 17.2%        | 17.0%          | 16.9%        |
| 제8회       | 11월 9일    | 16.4%          | 16.8%        | 15.2%          | 15.8%        |
| 제9회       | 11월 10일   | 17.9%          | 17.4%        | 18.3%          | 18.2%        |
| 제10회      | 11월 16일   | 19,6%          | 20.0%        | 17.5%          | 17.6%        |
| 제11회      | 11월 17일   | 18.3%          | 19.0%        | 18.5%          | 19.0%        |
| 제12회      | 11월 23일   | 18.6%          | 18.9%        | 18.3%          | 18.7%        |
| 제13회      | 11월 24일   | 19.6%          | 20.0%        | 20.4%          | 20.7%        |
| 제14회      | 11월 30일   | 19.8%          | 20.3%        | 17.2%          | 16.7%        |
| 제15회      | 12월 1일    | 21.5%          | 22.1%        | 19.1%          | 19.0%        |
| 제16회      | 12월 7일    | 21.8%          | 22.8%        | 19.6%          | 19.5%        |
| 제17회      | 12월 8일    | 23.2%          | 23.7%        | 22.6%          | 22.7%        |
| 제18회      | 12월 14일   | 22.7%          | 23.2%        | 20.6%          | 21.3%        |
| 제19회      | 12월 15일   | 22.2%          | 22.6%        | 20.1%          | 20.1%        |
| 제20회      | 12월 21일   | 20.7%          | 21.4%        | 20.0%          | 21.1%        |
| 제21회      | 12월 22일   | 22.9%          | 23.6%        | 20.5%          | 21.1%        |
| 평균 시청률 | 평균 시청률 | 17.9%          | 18.4%        | 16.9%          | 17.0%        |

## 수상
- 2009년 SBS 연기대상 특별기획 부문 여자 조연상 차화연
- 2009년 SBS 연기대상 10대 스타상 배수빈
- 2009년 SBS 연기대상 뉴스타상 이소연, 진태현

## 결방 및 연장
- 2009년 10월 20일 : 2009년 한국시리즈 4차전 중계방송으로 인해 결방
- 2009년 11월 17일 : 천사의 유혹 방영 분량이 20부작에서 1회 연장되어 21부작으로 변경 및 확정되었다.

## 참고 사항
- MBC <선덕여왕>과의 경쟁을 피하기 위해 기존 SBS 월화드라마 시간보다 한 시간 이른 밤 8시 50분에 방송되었다.[3]
- 해당 작품을 통해 SBS의 9시 월화드라마가 재개됐고, <파라다이스 목장>까지 SBS의 9시 월화극은 미니시리즈로 방송됐다.
- 해당 작품을 통해 SBS의 9시 월화드라마가 재개됨에 따라 <TV로펌 솔로몬>이 폐지됐으며 <생활의 달인>이 화요일 밤 10시로 이동했다.[4]
- 윤소이가 여주인공 주아란 역에 캐스팅되었지만, 최종 불발되었다.[5]
- 격렬한 키스신과 베드신, 유흥업소 탁자 위 댄스신 장면을 내보내어 선정성 논란으로 물의를 빚기도 했다.[6]
- 복수의 주체와 대상을 늘리는 식으로 ‘양적 진화’를 시도하였으나 복수의 양에 집착한 나머지 다양한 복수 코드 가운데 어느 것 하나 제대로 감당해 내지 못했다는 평이 있었다.[7]
- 해당드라마는 종영이후 중국에 수출되었고 후난위성텔레비전을 통해 다시 방송되었다.